# Max Friedrich
Max Hermann Friedrich (* 26. April 1945 in Klosterneuburg, Niederösterreich) ist ein österreichischer Psychiater, Neurologe, Psychotherapeut (Individualpsychologie nach Alfred Adler), Hochschullehrer und Autor. Von 1995 bis 2013 war er Vorstand der Universitätsklinik für Kinder- und Jugendpsychiatrie am AKH Wien. Er gilt als einer der wichtigsten Vertreter der Kinderpsychiatrie in Österreich.

## Leben
Max Friedrich legte 1964 in Gänserndorf die Matura ab, im Jahr 1971 schloss er sein Medizinstudium ab. Seit 1977 ist er Facharzt für Psychiatrie und Neurologie, seit 1980 auch für Kinder- und Jugendneuropsychiatrie. 1983 wurde er ordentlicher Professor an der Universität Wien. Im Jahr 1984 wurde Max Friedrich zum ständigen gerichtlich beeideten Sachverständigen für Psychiatrie sowie Kinder- und Neuropsychiatrie bestellt. Von 1993 bis 2003 hielt er zahlreiche Lehrveranstaltungen zur Klinischen Psychiatrie, Neuropsychiatrie, Klinischen Neurologie, Kinder- und Jugendpsychiatrie, Diagnostik, Forensik und anderen Themenfeldern. Darüber hinaus wirkte er als Konsulent des Stadtschulrats für Wien, für den er eine psychologische Beratungsstelle gründete und aufbaute, sowie als Beauftragter für Sekten-, Familien- und Missbrauchsfragen verschiedener Bundesministerien und Mitglied nationaler und internationaler Gremien. Von 2005 bis 2009 war Friedrich Ombudsmann der Erzdiözese Wien für Opfer sexueller Missbrauchs in der römisch-katholischen Kirche.
Neben zahllosen Fachpublikationen veröffentlichte Friedrich Bücher wie Tatort Kinderseele, Kinder ins Leben begleiten, Die Opfer der Rosenkriege, Irrgarten Pubertät und Lebensraum Schule. Er setzt sich unter anderem mit Themen wie Gewalt an der Schule, Rolle der Peer Groups bei Jugendlichen und Homosexualität im Jugendalter auseinander.
Am 10. November 1994 gründete er mit Giora Seeliger in Österreich Rote Nasen Clowndoctors, den Verein zur Förderung der Lebensfreude von kranken oder leidenden Kindern. Er ist Gründer und Leiter des Ambulatoriums Die Boje für Jugendliche, die psychische Probleme haben. Er gehörte dem psychosozialen Team an, das die 1998 entführte und 2006 freigekommene Österreicherin Natascha Kampusch seit ihrer Flucht intensiv betreute.
Von 1976 bis 1991 arbeitete Friedrich an der Universitätsklinik für Neuropsychiatrie des Kindes- und Jugendalters am Wiener AKH. Als Nachfolger von Walter Spiel wurde er mit 1. Oktober 1991 zunächst supplierender Vorstand der Klinik, ehe er 1995 zum ordentlichen Universitätsprofessor und Vorstand der Klinik avancierte, was er bis Oktober 2013 blieb. Sein Nachfolger ist Paul Plener.
Er ist mit der Gerichtsmedizinerin Elisabeth Friedrich-Schöler verheiratet und hat vier Kinder. Friedrich wohnt in Wien und Bad Fischau-Brunn.

## Kritik
Seit 2008 wird der häufig als Gerichtsgutachter tätige Friedrich wegen angeblich unzureichender oder falscher Gutachten kritisiert: Aufgrund eines Gutachtens Friedrichs wurde ein Kärntner Vater und der Stiefgroßvater wegen sexuellen Missbrauchs seiner (Enkel)Tochter gerichtlich verurteilt und befanden sich 22 Monate bzw. ein Jahr in Haft, bevor sie in einer Verfahrens-Wiederaufnahme freigesprochen wurden. Der damalige Justizsprecher der FPÖ, Peter Fichtenbauer, forderte auf einer Pressekonferenz Friedrichs Streichung von der Sachverständigenliste und unterstellte ihm, „massenhaft Falschgutachten“ erstellt zu haben. Friedrich wies diese Anschuldigungen entschieden zurück.
In einem anderen Fall sexuellen Missbrauchs an einer Minderjährigen schloss sich ein Gericht Friedrichs Aussage an, „Der Gutachtensansatz der Sachverständigen Dr. R. stehe somit mit der österreichischen forensischen Tradition nicht in Einklang [...]“, verwarf das Glaubwürdigkeitsgutachten der Sachverständigen und wies einen Wiederaufnahmeantrag des Verurteilten zurück. Das OLG Linz hob den Beschluss auf: „Entgegen der vom Erstgericht beschriebenen ‚österreichischen forensischen Tradition‘ kann wohl nicht der geringste Zweifel daran bestehen, dass der aktuelle Stand der wissenschaftlichen Erkenntnis auch in Österreich zu gelten hat. Betreffend die Methodik und den Inhalt der Glaubhaftigkeitsbeurteilung, insbesondere die Begutachtung von Kindern nach sexueller Misshandlung, haben daher die in der Bundesrepublik Deutschland anlässlich der ‚Wormser Prozesse‘ entwickelten wissenschaftlichen Grundprinzipien auch für den österreichischen Strafprozess Gültigkeit.“ Der Verurteilte wurde nach sieben Jahren und acht Monaten nachträglich freigesprochen.

## Auszeichnungen
- 2006 Professor-Dr.-Julius-Tandler-Medaille der Stadt Wien in Silber